# Tinatin Kawlaschwili
Tinatin Kawlaschwili (georgisch თინათინ ყავლაშვილი, englische Transkription: Tinatin Kavlashvili; * 9. Februar 1987) ist eine ehemalige georgische Tennisspielerin.

## Karriere
Kawlaschwili begann mit sieben Jahren das Tennisspielen und ihr bevorzugter Belag war der Sandplatz. Sie spielte vorrangig auf der ITF Women’s World Tennis Tour, wo sie zwei Titel im Einzel und einen im Doppel gewinnen konnte.
2003 bis 2005 spielte Kawlaschwili in der georgischen Fed-Cup-Mannschaft, wo sie bei 12 Einsätzen sieben Einzel und zehn Doppel bestritt, wovon sie fünf Einzel und drei Doppel gewann.

## Turniersiege

### Einzel
| Nr. | Datum             | Turnier  | Kategorie   | Belag     | Finalgegnerin       | Ergebnis      |
| --- | ----------------- | -------- | ----------- | --------- | ------------------- | ------------- |
| 1.  | 6. Juni 2004      | Istanbul | ITF $10.000 | Hartplatz | Iryna Kurjanowitsch | 6:2, 1:6, 6:3 |
| 2.  | 9. September 2007 | Baku     | ITF $10.000 | Sand      | Lessja Zurenko      | 6:3, 6:4      |

### Doppel
| Nr. | Datum         | Turnier | Kategorie   | Belag | Partnerin        | Finalgegnerinnen              | Ergebnis |
| --- | ------------- | ------- | ----------- | ----- | ---------------- | ----------------------------- | -------- |
| 1.  | 20. Juni 2015 | Telawi  | ITF $10.000 | Sand  | Mariam Bolkwadse | Marianna Natali Seira Shimizu | 6:4, 7:5 |